# Cabeza de Sabouroff
La Cabeza de Sabouroff es una escultura griega de mármol de finales de la época arcaica. Está datada en c. 550–525 a. C. Esta cabeza de kuros debe su nombre a Pjotr Alexandrowitsch Saburow, coleccionista de esculturas y antigüedades de la Antigua Grecia. Mide 23 centímetros de altura. La escultura se encuentra actualmente en el Antikensammlung Berlin y supuestamente procede de Ática o Egina. Se baraja la posibilidad de que también procediera de Caria, en Asia Menor.
Esta cabeza de mármol pudo pertenecer a una estatua de tamaño natural. Ha sido objeto de varios debates en torno al inusual diseño del cabello y la barba. Los hombres solían llevar el pelo largo en las estatuas griegas del siglo VI a. C., pero la barba era un atributo común en la escultura arcaica. El tratamiento del bigote, separado de la barba en las mejillas y la barbilla, es muy poco habitual en la escultura griega y da un aspecto exótico a la cabeza. La cabeza se ha descrito como «más cercana a un retrato que cualquier otra obra que sobreviva de la Grecia arcaica»"(aparte del relieve del boxeador de Atenas).
Utilizando un escáner 3D óptico se adquirió y analizó la copia moldeada en la Universidad de Heidelberg utilizando el GigaMesh Software Framework. Las mediciones geométricas mediante polígonos de Thiessen y distancias geodésicas en el modelo 3D de alta resolución muestran una asimetría y una ligera inclinación de la cabeza que indican que formaba parte de una escultura ecuestre.